# No te reprimas
"No te reprimas" es una canción del álbum de estudio A todo rock de la boy band puertorriqueña Menudo, lanzada en 1983 por la discográfica RCA Records. Es una canción bailable, cuyo vocalista principal es el integrante Charlie Massó, y que fue lanzada como sencillo tras el éxito de "Chicle de amor", del mismo álbum.
La versión en portugués de la canción, titulada "Não se Reprima", fue incluida en el álbum Mania, de 1984. La canción se lanzó como el primer sencillo del álbum y se incluyó en un siete pulgadas que contenía "Se tu Não Estás" en uno de los lados. Para su promoción, el videoclip se transmitió en el programa Fantástico de la TV Globo, y la canción fue incluida en el repertorio de canciones de los primeros conciertos del grupo en Brasil, siendo la última canción interpretada en estas ocasiones. Comercialmente, se convirtió en un éxito, alcanzando el primer lugar durante dos semanas como la canción más reproducida, según la Nelson Oliveira Pesquisa e Estudo de Mercado (Nopem). El grupo fue galardonado con un disco de diamante por las ventas del sencillo en el país, alcanzando 1 millón de copias.
A lo largo de los años, "Não se Reprima" ha sido considerada la canción insignia de Menudo en Brasil y, como tal, ha sido parodiada y homenajeada en varios programas de televisión. En 2015, el actor Antônio Fagundes apareció en varios medios de comunicación por su participación en el programa humorístico Tá no Ar de la TV Globo, interpretando la canción como un integrante del grupo Menudo en la tercera edad. En 2014, los cantantes Ronnie Von y Kelly Key se unieron al presentador Rodrigo Faro en el programa Hora do Faro de la Record, vestidos como los integrantes de Menudo y reproduciendo la icónica coreografía de la época. Otros homenajes incluyen el programa Rebobina, del canal Viva, en 2015.

## Posicionamiento en listas

### Semanales
Versión en portugués
| Lista musical (1984) | Posición |
| -------------------- | -------- |
| Brasil (Nopem)       | 1        |

## Certificaciones y ventas
| Región | Certificación | Ventas certificadas |
| ------ | ------------- | ------------------- |
| Brasil | Diamante      | 1,000,000           |